# Liste bulgarischer Auslandsvertretungen

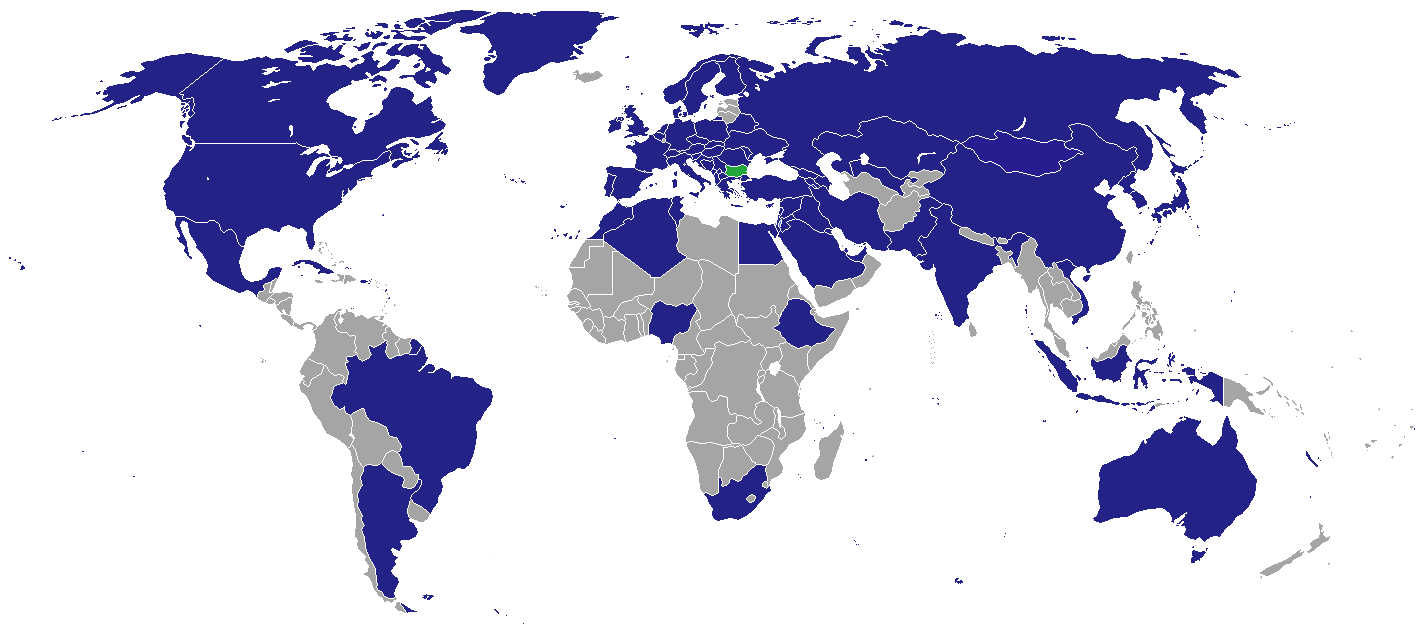
Bulgarische Auslandsvertretungen

Diese Liste enthält die Auslandsvertretungen Bulgariens bei anderen Staaten und bei internationalen Organisationen. Honorarkonsulate wurden nicht aufgenommen.

## Botschaften und Konsulate

### Europa
- Albanien
  - Tirana (Botschaft)
- Armenien
  - Jerewan (Botschaft)
- Aserbaidschan
  - Baku (Botschaft)
- Belarus
  - Minsk (Botschaft)
- Belgien
  - Brüssel (Botschaft)
- Bosnien und Herzegowina
  - Sarajevo (Botschaft)
- Dänemark
  - Kopenhagen (Botschaft)
- Deutschland
  - Bulgarische Botschaft in Berlin
  - München (Generalkonsulat)
  - Hamburg (Honorargeneralkonsulat)
  - Magdeburg (Honorarkonsulat)
  - Frankfurt am Main (Konsulat)
- Estland
  - Tallinn (Botschaft)
- Finnland
  - Helsinki (Botschaft)
- Frankreich
  - Paris (Botschaft)
- Georgien
  - Tiflis (Botschaft)
- Griechenland
  - Athen (Botschaft)
  - Thessaloniki (Generalkonsulat)
- Vatikanstadt

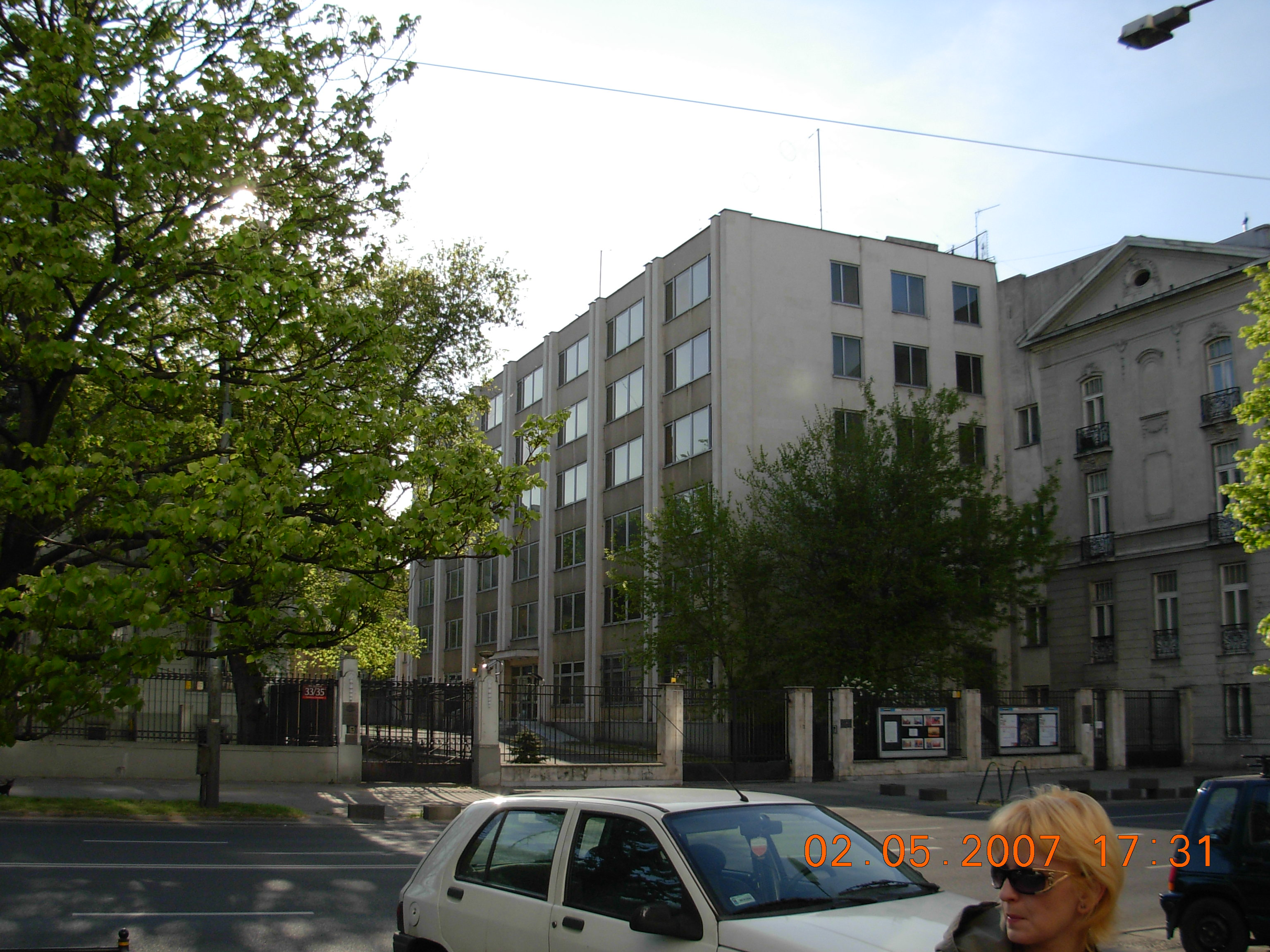
Bulgarische Botschaft in Warschau

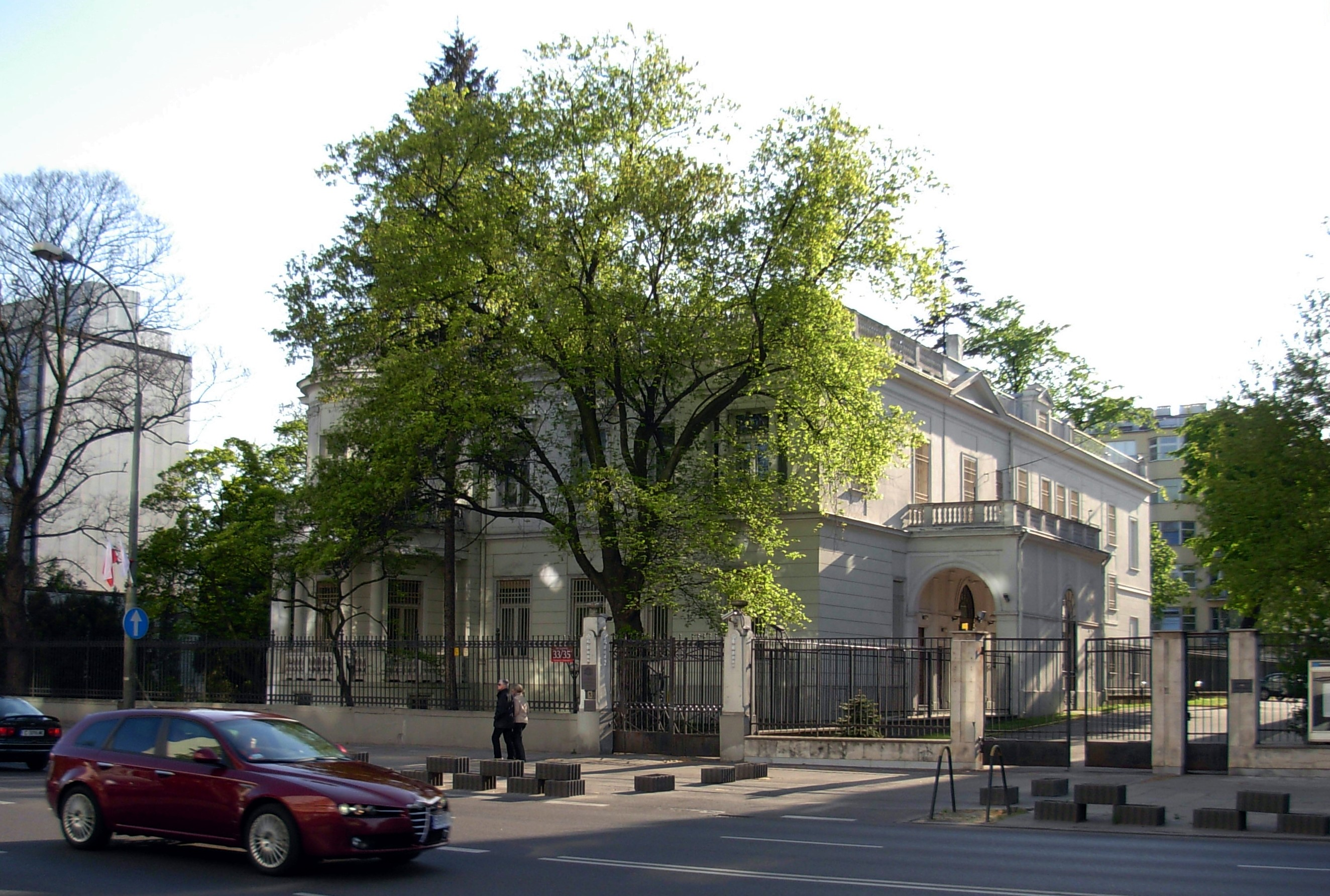
Bulgarische Botschaftresidenz in Warschau

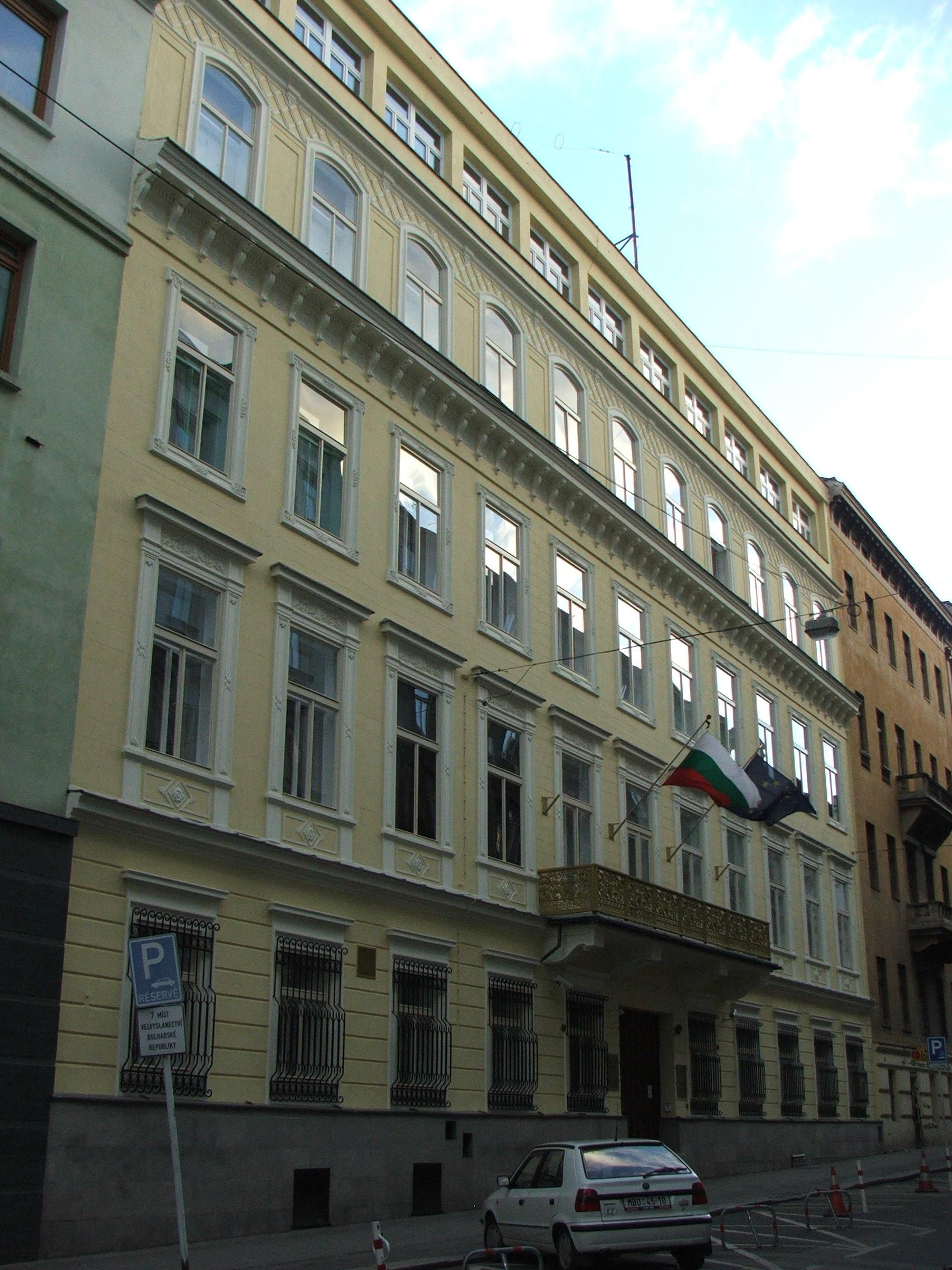
Bulgarische Botschaft in Prag

  - Heiliger Stuhl (Vatikan) (Botschaft)
- Irland
  - Dublin (Botschaft)
- Italien
  - Rom (Botschaft)
  - Mailand (Generalkonsulat)
- Kosovo
  - Priština (Botschaft)
- Kroatien
  - Zagreb (Botschaft)
- Litauen
  - Vilnius (Botschaft)
- Nordmazedonien
  - Skopje (Botschaft)
  - Bitola (Generalkonsulat)
- Moldau
  - Chișinău (Botschaft)
- Montenegro
  - Podgorica (Botschaft)
- Niederlande
  - Den Haag (Botschaft)
- Norwegen
  - Oslo (Botschaft)
- Österreich
  - Wien (Botschaft)
- Polen
  - Warschau (Botschaft)
- Portugal
  - Lissabon (Botschaft)
- Rumänien
  - Bukarest (Botschaft)
- Russland
  - Moskau (Botschaft)
  - Nowosibirsk (Generalkonsulat)
  - Sankt Petersburg (Generalkonsulat)
  - Jekaterinburg (Generalkonsulat)
- Serbien
  - Belgrad (Botschaft)
  - Niš (Generalkonsulat)
- Slowakei
  - Bratislava (Botschaft)
- Slowenien
  - Ljubljana (Botschaft)
- Spanien
  - Madrid (Botschaft)
- Schweden
  - Stockholm (Botschaft)
- Schweiz
  - Bern (Botschaft)
- Tschechien
  - Prag (Botschaft)
- Türkei
  - Ankara (Botschaft)
  - Bursa (Chancellery)
  - Edirne (Generalkonsulat)
  - Istanbul (Generalkonsulat)
- Ukraine
  - Kiew (Botschaft)
  - Odessa (Generalkonsulat)
  - Donezk (Generalkonsulat)
- Ungarn
  - Budapest (Botschaft)
- Vereinigtes Königreich
  - London (Botschaft)
- Zypern
  - Nikosia (Botschaft)

### Amerika
- Argentinien
  - Buenos Aires (Botschaft)
- Brasilien
  - Brasília (Botschaft)
- Chile
  - Santiago (Botschaft)
- Kanada
  - Ottawa (Botschaft)
  - Toronto (Generalkonsulat)
- Kuba
  - Havanna (Botschaft)
- Mexiko
  - Mexiko-Stadt (Botschaft)
- Venezuela
  - Caracas (Botschaft)
- Vereinigte Staaten
  - Washington, D.C. (Botschaft)
  - Chicago (Generalkonsulat)
  - Los Angeles (Generalkonsulat)
  - New York (Generalkonsulat)

### Afrika
- Algerien
  - Algier (Botschaft)
- Angola
  - Luanda (Botschaft)
- Ägypten
  - Kairo (Botschaft)
- Äthiopien
  - Addis Ababa (Botschaft)
- Ghana
  - Accra (Botschaft)
- Libyen
  - Tripolis (Botschaft)
  - Bengasi (Konsulat)
- Marokko
  - Rabat (Botschaft)
- Nigeria
  - Abuja (Botschaft)
- Südafrika
  - Pretoria (Botschaft)
- Sudan
  - Khartum (Botschaft)
- Tunesien
  - Tunis (Botschaft)
- Simbabwe
  - Harare (Botschaft)

### Asien
- Afghanistan
  - Kabul (Botschaft)
- Kambodscha
  - Phnom Penh (Botschaft)
- Volksrepublik China
  - Peking (Botschaft)
- Indien
  - Neu-Delhi (Botschaft)
- Indonesien
  - Jakarta (Botschaft)
- Iran
  - Teheran (Botschaft)
- Irak
  - Bagdad (Botschaft)
- Israel
  - Tel Aviv (Botschaft)
- Japan
  - Tokio (Botschaft)
- Jordanien
  - Amman (Botschaft)
- Kasachstan
  - Almaty (Botschaft)
- Nordkorea
  - Pjöngjang (Botschaft)
- Südkorea
  - Seoul (Botschaft)
- Kuwait
  - Kuwait (Botschaft)
- Libanon
  - Beirut (Botschaft)
- Mongolei
  - Ulaanbaatar (Botschaft)
- Palästina
  - Ramallah (Verbindungsbüro)
- Pakistan
  - Islamabad (Botschaft)
- Syrien
  - Damaskus (Botschaft)
- Thailand
  - Bangkok (Botschaft)
- Vereinigte Arabische Emirate
  - Dubai (Generalkonsulat)
- Usbekistan
  - Taschkent (Botschaft)
- Vietnam
  - Hanoi (Botschaft)
- Jemen
  - Sanaa (Botschaft)

### Ozeanien
- Australien
  - Canberra (Botschaft)

## Ständige Vertretungen bei internationalen Organisationen
- Brüssel: Europäische Union und NATO
- Genf: United Nations, World Trade Organisation und andere Organisationen
- New York: United Nations
- Paris: UNESCO
- Straßburg: Europarat
- Wien: United Nations, OSCE und andere Organisationen